# Цаган-Олуйське сільське поселення
Цага́н-Олу́йське сільське поселення (рос. Цаган-Олуйское сельское поселение) — сільське поселення у складі Борзинського району Забайкальського краю Росії.
Адміністративний центр та єдиний населений пункт — село Цаган-Олуй.

## Населення
Населення сільського поселення становить 674 особи (2019; 857 у 2010, 1065 у 2002).